# Freccia Vallone 1976
La Freccia Vallone 1976, quarantesima edizione della corsa, si svolse il 15 aprile 1976 per un percorso di 227 km. La vittoria fu appannaggio dell'olandese Joop Zoetemelk, che completò il percorso in 5h43'58" precedendo i belgi Frans Verbeeck e Freddy Maertens.
Al traguardo di Verviers furono 42 i ciclisti, dei 152 partiti dalla medesima località, che portarono a termine la competizione.

## Ordine d'arrivo (Top 10)
| Pos. | Corridore           | Squadra                | Tempo    |
| ---- | ------------------- | ---------------------- | -------- |
| 1    | Joop Zoetemelk      | Gan-Mercier-Hutchinson | 5h43'58" |
| 2    | Frans Verbeeck      | Ijsboerke-Colnago      | a 57"    |
| 3    | Freddy Maertens     | Flandria-Velda         | s.t.     |
| 4    | Eddy Merckx         | Molteni-Campagnolo     | s.t.     |
| 5    | Walter Godefroot    | Ijsboerke-Colnago      | a 5'57"  |
| 6    | Herman Van Springel | Flandria-Velda         | s.t.     |
| 7    | Dietrich Thurau     | TI-Raleigh             | s.t.     |
| 8    | André Dierickx      | Maes Pils-Rokado       | s.t.     |
| 9    | Lucien Van Impe     | Molteni-Campagnolo     | s.t.     |
| 10   | Ludo Peeters        | Ijsboerke-Colnago      | a 9'57"  |